# Canton de l'Isle-Jourdain (Vienne)
Pour les articles homonymes, voir Canton de l'Isle-Jourdain.
Le canton de l'Isle-Jourdain est un ancien canton français situé dans le département de la Vienne et la région Poitou-Charentes.

## Géographie
Ce canton était organisé autour de L'Isle-Jourdain dans l'arrondissement de Montmorillon. Son altitude varie de 72 m (Queaux) à 232 m (Adriers) pour une altitude moyenne de 169 m.

## Représentation

### Conseillers généraux de 1833 à 2015
| Période | Période      | Identité                  | Étiquette   | Qualité                                                                                              |
| ------- | ------------ | ------------------------- | ----------- | --- |
| 1833    | 1852         | Jacques Nicolas Junyen    | Droite      | Propriétaire à Millac Représentant du peuple (1830-1851) Ancien maire de Montmorillon                |
| 1852    | 1882 (décès) | Louis Guiot de la Rochère | Monarchiste | Médecin - Propriétaire à Poitiers Maire de L'Isle-Jourdain (1870-1878)                               |
| 1883    | 1886         | Amédée Pradeau            | Républicain | Maire de L'Isle-Jourdain (1878-1884)                                                                 |
| 1886    | 1919         | Junyen Corderoy           | Républicain | Conseiller de préfecture puis avocat Maire de Millac, conseiller d'arrondissement Député (1901-1910) |
| 1919    | 1925 (décès) | Raymond Prévost-Maisonnay | RG          | Docteur en médecine Maire de L'Isle-Jourdain (1911-1925)                                             |
| 1925    | 1940         | Gustave Martinière        | SFIO        | Propriétaire à L'Isle-Jourdain Maire d'Adriers                                                       |
|         |              |                           |             | |
| 1945    | 1951         | Jean Bourot               | PCF         | Cantonnier à Persac                                                                                  |
| 1951    | 1964         | Jean Pissard              | DVD         | Maire de Luchapt                                                                                     |
| 1964    | 1970         | Paul Guilbard             | UDR         | Vétérinaire Maire de L'Isle-Jourdain (1965-1971)                                                     |
| 1970    | 1994         | André Rideau              | PCF         | Agriculteur, maire d'Adriers (1947-2001)                                                             |
| 1994    | 2015         | Jean-Claude Cubaud        | PS          | Inspecteur général de l'Éducation nationale, ancien Recteur, maire de L'Isle-Jourdain (1989-2014)    |

### Conseillers d'arrondissement (de 1833 à 1940)
Le canton de L'Isle-Jourdain avait deux conseillers d'arrondissement.
| Période                                  | Période      | Identité                   | Étiquette           | Qualité |
| ---------------------------------------- | ------------ | -------------------------- | ------------------- | --- |
| 1833                                     | 1848         | Joseph Dunoyer (1778-1858) |                     | Employé aux forges de Luchapt                                                                               |
|                                          |              |                            |                     | |
| av.1883                                  |              | M. Thiaudière père         | Républicain         | Propriétaire à Entrefins, Adriers                                                                           |
| 1883                                     | 1886         | Junyen Corderoy            | Républicain         | Conseiller de préfecture puis avocat, maire de Millac                                                       |
|                                          |              |                            |                     | |
| av.1895                                  | 1919         | M. Maillon                 | Radical             | |
| av.1895                                  |              | Amédée Thiaudière          | Républicain radical | Médecin inspecteur des écoles, propriétaire à Adriers                                                       |
|                                          |              | M. Maisonnay               |                     | |
|                                          |              |                            |                     | |
| 1919                                     | 1925         | M. Boutin                  |                     | |
| 1925                                     | 1931         | M. Levrault                |                     | |
| 1925                                     | 1940 (décès) | Charles Vauzelle           | Radical             | Instituteur, propriétaire à Queaux                                                                          |
| 1931                                     | 1940         | Eugène Ranger              | Radical             | Éleveur à L'Isle-Jourdain                                                                                   |
| 1940                                     |              |                            |                     | Les conseils d'arrondissement ont été suspendus par la loi du 12 octobre 1940 et n'ont jamais été réactivés |
| Les données manquantes sont à compléter. |              |                            |                     | |

## Composition
Le canton de l'Isle-Jourdain regroupait 10 communes et comptait 5 133 habitants (recensement de 2007 populations municipales).
| Nom                         | Code Insee | Codepostal | Superficie (km2) | Population (dernière pop. légale) | Densité (hab./km2) |
| --------------------------- | ---------- | ---------- | ---------------- | --------------------------------- | ------------------ |
| L'Isle-Jourdain (chef-lieu) | 86112      | 86150      | 5,92             | 1 179 (2012)                      | 199                |
| Adriers                     | 86001      | 86430      | 68,09            | 727 (2012)                        | 11                 |
| Asnières-sur-Blour          | 86011      | 86430      | 32,49            | 175 (2012)                        | 5,4                |
| Luchapt                     | 86138      | 86430      | 26,39            | 282 (2012)                        | 11                 |
| Millac                      | 86159      | 86150      | 40,59            | 494 (2012)                        | 12                 |
| Moussac                     | 86171      | 86150      | 24,69            | 464 (2012)                        | 19                 |
| Mouterre-sur-Blourde        | 86172      | 86430      | 20,18            | 171 (2012)                        | 8,5                |
| Nérignac                    | 86176      | 86150      | 4,46             | 133 (2012)                        | 30                 |
| Queaux                      | 86203      | 86150      | 52,64            | 532 (2012)                        | 10                 |
| Le Vigeant                  | 86289      | 86150      | 64,36            | 680 (2012)                        | 11                 |

## Démographie
| 1962  | 1968  | 1975  | 1982  | 1990  | 1999  | 2006  | 2011  | 2012  |
| ----- | ----- | ----- | ----- | ----- | ----- | ----- | ----- | ----- |
| 8 097 | 7 573 | 6 786 | 6 214 | 5 490 | 5 328 | 5 179 | 4 895 | 4 837 |

## Sources
1. ↑  « Journal officiel de la République française. Lois et décrets », sur Gallica, 7 février 1883 (consulté le 2 août 2020).
2. ↑  « Journal officiel de la République française. Lois et décrets », sur Gallica, 4 mars 1883 (consulté le 2 août 2020).
3. ↑  « Journal officiel de la République française. Lois et décrets », sur Gallica, 18 juin 1925 (consulté le 2 août 2020).
4. ↑  « Journal officiel de la République française. Lois et décrets », sur Gallica, 6 août 1925 (consulté le 2 août 2020).
5. ↑  Structure de la population du canton de 1968 à l'année de la dernière population légale connue
6. ↑  Fiches Insee - Populations légales du canton pour les années 2006, 2011, 2012